# Julien Féret (Produzent)
Julien Féret ist ein französischer Schauspieler, Filmproduzent und Regieassistent, der bei der Oscarverleihung 2015 zusammen mit Hu Wei für den Oscar in der Kategorie Bester Kurzfilm für seine Arbeit bei Ein Bild für die Ewigkeit nominiert war.

## Leben
Er ist eines von drei Kindern des Regisseurs und Schauspielers René Féret. Féret absolvierte eine Schauspielausbildung an der École nationale supérieure des arts et techniques du théâtre (ENSATT) in Paris und leitet die Filmproduktionsfirma AMA Productions, die ebenfalls in Paris ansässig ist. Er ist seit 1980 als Schauspieler und seit 2013 als Produzent aktiv. Außerdem war er an einigen Filmen als Regieassistent beteiligt.

## Filmografie
- 1980: L'enfant roi (Schauspieler)
- 1994: 3000 scénarios contre un virus (Fernsehserie, Schauspieler)
- 1996: Les frères Gravet (Schauspieler)
- 1999: Dossier: disparus (Fernsehserie, Schauspieler)
- 2000: La confusion des genres (Schauspieler)
- 2001: Rue du retrait (Schauspieler)
- 2002: Justice de femme (Schauspieler, Fernsehfilm)
- 2003: L'enfant du pays (Schauspieler und Regieassistent)
- 2003: Nathalie - Wen liebst Du heute Nacht? (Nathalie..., Regieassistent)
- 2006: Il a suffi que maman s'en aille... (Schauspieler und Regieassistent)
- 2010: Nannerl, la soeur de Mozart (Schauspieler und Regieassistent)
- 2013: Le prochain film (Kameramann)
- 2014: Ein Bild für die Ewigkeit (La lampe au beurre de yak, Kurzfilm, Produzent)
- 2015: Wake Man (Produzent)